# Ricardo Cabrera Martínez
Ricardo Cabrera (nombre artístico de Ricardo Enrique Cabrera Martínez, Santa Tecla, El Salvador, 28 de octubre de 1912-Salvador de Bahía, Brasil, 2007) fue un tenor, poeta y diplomático de carrera salvadoreño. 
Fue autor de reconocido prestigio en el ámbito hispanohablante y destacó en el mundo de la música como autor, compositor y tenor dentro del género romántico del bolero cubano y mexicano.[cita requerida] Es famoso por su autoría en 1943-1944 de la última estrofa de la cueca «Viva mi patria Bolivia» (originalmente «A Bolivia»), considerada el segundo himno boliviano y compuesta por el músico Apolinar Camacho en 1939. Cabrera y Camacho se conocieron en La Paz, donde Cabrera actuaba como tenor en Radio Illimani junto con la orquesta del compositor Gilberto Rojas y donde Camacho tocaba el piano. Esta cueca llegó al disco en el Sello Odeón de Argentina por el dueto Las Kantutas en 1966 con acompañamiento del maestro Gilberto Rojas y su orquesta.
En 1963 la selección de fútbol de Bolivia se coronó ganadora del Campeonato Sudamericano; entonces el mismo pueblo, en repudio al gobierno de facto de Víctor Paz Estenssoro, en vez de entonar el himno nacional entonó «A mi Bolivia», cambiando su nombre a «Viva mi patria Bolivia». En 1969, en la embajada de El Salvador en Lima (Perú), mediante carta al encargado de negocios en Lima, cedió sus derechos de autor a favor del Estado boliviano.[cita requerida]

## Biografía
En 1938 llega a Buenos Aires con su orquesta, la marimba “Alma Salvadoreña” siendo intérprete del cancionero mexicano, incursiona en Radio El Mundo, Radio Belgrano, Radio Splendid y en los salones de la época de la calle Corrientes, inmediatamente se afianza en la década de oro del tango (1940) junto con su orquesta y repertorio melódico, destacándose las interpretaciones junto a los maestros “René Cospito” y “Gilberto Rojas” como “Granada”, “Palmeras”, “Escarcha”, “Rosa” del compositor “Agustín Lara” o sus éxitos como tenor “Enamorada”, “Te Quiero Dijiste” de “Maria Grever” o “Contigo a La Distancia”; composiciones que llevara al disco con la Orquesta de “Manolo Gómez” en la República de El Salvador. 
En Buenos Aires trabó una generosa amistad con el Tenor de la Voz de Seda “Juan Arvizu” que le lleva al disco dos composiciones “Soy Ranchero Mejicano” y “Dirán Que Es Amor”, con la orquesta de “Vieri Fidanzini”, con la misma orquesta “Pedro Vargas” (El Tenor de Las Américas) también llevó al disco composiciones del poeta y diplomático salvadoreño, conjugando una amistad que perduró hasta los últimos días del tenor.
Al ser nombrado “Agregado Cultural de La Embajada de El Salvador en la República Oriental del Uruguay, conoce y fecunda una amistad interesante con la poetisa “Juana de Ibarbouru” (Juana Fernández Morales) con la cual el retiro espiritual de la poetisa luego del fallecimiento de su marido el Capitán “Lucas Ibarbourou” escriben una serie de poemas destacándose “El Árbol” entre otros (los que permanecen inéditos a cura del nieto del poeta), amistad que se arraiga fuertemente según cartas que se conservan y aún más, cuando queda viudo en Montevideo ejerciendo su cargo consular. 
En el Perú se destaca como Cónsul General de Carrera, ante el Gobierno del Presidente Ing. Arq. Fernando Beláunde Terry, donde es nombrado a su vez “Miembro Honorario de la Asociación de Escritores y Artistas”; distinción que le otorga y comparte con la poetisa y autora “Chabuca Granda” en Lima, abril de 1970. Considerado por sus actividades filantrópicas, humanitarias y sociales incursiona en la Masonería Peruana, llevando su altruismo iniciático por diferentes “Logias” de América Latina, siendo reconocido en Lima, Montevideo, Río De Janeiro, La Paz y Sucre.
Doctor en Ciencias Económicas, recibido en la República Argentina (1952) se licenció en Derecho Diplomático en 1958, alcanzando el cargo de “Cónsul General” durante la Presidencia Constitucional del “Tte. Cnel. José María Lemus” con condecoraciones destacadas de su Santidad el Papa Pio XII y los gobiernos latinoamericanos por alcanzar la Paz en la Región Centroamericana. Durante la Presidencia del Coronel Arturo A. Molina en 1975, fue nombrado Ministro Consejero, actuando directamente sobre la política de estados que migraban hacia las dictaduras en América Latina y por su lucha democrática fue separado del cargo mediante el golpe de estado de 1979.
En 1939 conoce en Buenos Aires a su primera esposa, Nélida A. Cappussi con quien contrae matrimonio en mayo de 1940 y fruto de este, nace su única hija reconocida Laura Cabrera, dejando otra hija, fruto de un amor de juventud en El Salvador. 
Brasil le otorga la "Ciudadanía Honoraria del Distrito De Saquarema" (1970) por su actividad filantrópica, democrática y humanista.
Deja en su haber cultural el himno “Viva Mi Patria Bolivia” y libros como “Historia Del Café” (Universidad Nacional Agraria de Lima, Perú), “Ética y Estética de Radiodifusión” (El Salvador), boleros y canciones como “Soy Ranchero Mejicano”, “Dirán Que Es Amor”, “A Mi Patria” (Canción dedicada a El Salvador). 
Fallece en Bahía, Brasil y por voluntad y reconocimiento de sus hermanos masones y de su nieto, sus restos descansan momentáneamente en Brasil.